# Giovanni Stanetti
Giovanni Stanetti, właściwie Johann Stanety (ur. 1633 w Głogówku, zm. 19 lipca 1726 w Wiedniu) – austriacki rzeźbiarz.

## Życiorys
Urodził się w Głogówku koło Prudnika na Górnym Śląsku, który wówczas należał do Monarchii Habsburgów. Miał warsztat rzeźbiarski w Wenecji. Książę Eugeniusz Sabaudzki przekonał go do przeniesienia się wraz ze swoim warsztatem do Wiednia.
W latach 1700–1721, we współpracy z architektem Johannem Lucasem von Hildebrandtem, stworzył serię rzeźb na balustrady i inne rzeźby dekoracyjne dla Dolnego Belwederu w Wiedniu.
W 1712, po śmierci cesarza Józefa I, został nadwornym rzeźbiarzem.